# New World Order (Сокол и Зимний солдат)
«New World Order» (с англ. — «Новый мировой порядок») — первый эпизод американского мини-сериала «Сокол и Зимний солдат», основанного на персонажах комиксов Marvel Сэме Уилсоне и Баки Барнсе. Действия происходят после событий фильма «Мстители: Финал» (2019) в медиафраншизе «Кинематографическая вселенная Marvel» (КВМ). Сценарий к нему написал создатель сериала Малкольм Спеллман, а режиссёром стала Кари Скогланд.
Себастиан Стэн и Энтони Маки повторяют свои роли Баки Барнса и Сэма Уилсона из серии фильмов, и главные роли также исполняют Уайатт Расселл, Эрин Келлиман, Дэнни Рамирес, Жорж Сен-Пьер, Эдиперо Одуйе и Дон Чидл. Спеллман был нанят в октябре 2018 года в качестве главного сценариста сериала, а Скогланд присоединился к нему в мае 2019 года. Они сосредоточились на изучении Уилсона и Барнса как персонажей, включая темы, связанные с жизнью Уилсона в качестве чернокожего супергероя в Америке и с тем, примет ли он мантию Капитана Америки. Съёмки проходили в студии «Pinewood Atlanta Studios», с натурными съёмками в столичном районе Атланты и в Праге.
Эпизод «New World Order» вышел на «Disney+» 19 марта 2021 года. Он стал самой популярной премьерой сериала Диснея и получил положительные отзывы критиков за его вступительную последовательность действий, более характерные моменты для Уилсона и Барнса и расовые темы. Несмотря на это, некоторые критики провели негативные сравнения между эпизодом и сериалами «Marvel Television Netflix». Тот факт, что Уилсон и Барнс не имеют сцен вместе в эпизоде, также получил критику. Спеллман был нанят в октябре 2018 года в качестве главного сценариста сериала, а Скогланд присоединилась к нему в мае 2019 года. Съёмки проходили на студии «Pinewood Atlanta Studios», а местом были столичный район Атланты и Прага.

## Сюжет
Через шесть месяцев после того, как половина человечества вернулась после «Щелчка» Брюса Бэннера, ВВС США посылают Сэма Уилсона остановить захват самолёта террористической группой «Л.А.Ф.» над Тунисом. При земной поддержке лейтенанта Хоакина Торреса Уилсон подлетает к самолёту и атакует террористов, возглавляемых Жоржом Батроком. Он отбивается от террористов и спасает полковника ВВС Вассана до того, как самолёт почти не пересёк воздушное пространство Ливии, минуя тем самым международный инцидент. На земле Торрес рассказывает Уилсону о ещё одной появившейся террористической группировке «Разрушители флагов», которые считают, что жизнь после «Щелчка» Таноса было лучше.
В Вашингтоне (Округ Колумбия) Уилсон передаёт щит Капитана Америка правительству США для демонстрации в музейной экспозиции о Стиве Роджерсе. Уилсон объясняет Джеймсу Роудсу, что, по его мнению, он все ещё принадлежит Стиву. В Делакруа (Луизиана) сестра Уилсона Сара изо всех сил пытается сохранить семейный рыболовный бизнес. Сэм предлагает использовать свой статус известного супергероя, чтобы помочь им получить ссуду в банке, но им отказывают из-за низкой прибыли бизнеса и отсутствия дохода Уилсона в течение пяти лет после «Щелчка» Таноса.
Тем временем Баки Барнс после помилования проходит назначенную правительством психотерапию. Он обсуждает с психологом свои попытки загладить вину в качестве убийцы с промытыми мозгами, известного как «Зимний солдат». Он обедает со стариком Йори, который убеждает Барнса пойти на свидание с официанткой Лией. Йори и Лия обсуждают смерть сына Йори, ЭрДжея, о которой им неизвестны все обстоятельства. Барнс вспоминает, что это он убил ЭрДжея когда действовал как «Зимний солдат», но не может признаться. Психолог рекомендует Барнсу побольше общаться с людьми и не игнорировать сообщения от Сэма.
Торрес наблюдает ограбление банка в Швейцарии, совершённое членом группы «Разрушители флагов», обладающим сверхчеловеческой силой. Торрес пытается остановить его, но тот вырубает лейтенанта. Позже Торрес сообщает Уилсону о том, что произошло. Затем Уилсон видит по телевизору, как правительство объявляет о новом Капитане Америка, отдав щит Роджерса Джону Уокеру.

## Производство

### Разработка
К октябрю 2018 года «Marvel Studios» разрабатывала мини-сериал с участием Энтони Маки (Сэма Уилсона / Сокола) и Себастиана Стэна (Баки Барнса / Зимнего солдата) из кинематографической вселенной Marvel (КВМ) в главных ролях. Малкольм Спеллман был нанят в качестве главного сценариста сериала, который был официально объявлен под названием «Сокол и Зимний солдат» в апреле 2019 года. Месяц спустя Кари Скогланд была нанята для постановки мини-сериала. Скогланд и Спеллман являются исполнительными продюсерами вместе с Кевином Файги из Marvel Studios, Луи Д’Эспозито, Викторией Алонсо и Нейтом Муром:15. Первый эпизод сериала называется «Новый мировой порядок», подразумевая состояние КВМ после щелчка и событий фильма «Мстители: Финал» (2019).

### Сценарий
Уилсон и Барнс не пересекаются в первом эпизоде, который исследует, где каждый из персонажей находится отдельно после событий «Финала». Это была идея Файги, он сказал, что эти два персонажа всегда существовали в более широком контексте в фильмах КВМ и их необходимо представить аудитории сериала как личности, прежде чем их можно будет объединить в команду. Спеллман объяснил, что, показывая жизни двух персонажей после событий «Финала», они хотели исследовать общие черты между КВМ после щелчка и реальным миром, сосредоточившись на более мелких деталях, таких как попытка Уилсона получить ссуду. Спеллман сообщил, что специфика этой сцены обсуждалась «до самого конца» в Marvel Studios, чтобы гарантировать её отклик у аудитории из-за борьбы, которую она изображает для семьи чернокожих, желающих получить кредит в банке. Он добавил: «Каждый из нас, кто является чёрным в повседневной жизни, имеет такой опыт … как вы могли когда-либо писать о том, что он [Уилсон] собирается получить ссуду, не имея дела с реальностью того, что происходит, когда чёрные люди пытаются получить ссуды?».
Барнс в этом эпизоде пытается исправить свою историю убийцы в качестве Зимнего солдата. Это касается Йори, отца одного из своих жертв, через которого Спеллман намеревался олицетворять всех жертв Зимнего солдата. Также показано, как Барнс учится жить в современном мире, например, обсуждает онлайн-знакомства.
Центральный конфликт, который Спеллман и «Marvel» хотели исследовать в сериале, заключался в том, станет ли Уилсон Капитаном Америка после того, как Стив Роджерс передал ему щит в конце «Финала». Они посчитали, что правительство «предаст» Уилсона, назвав кого-то другого Капитаном Америкой, и это было бы наиболее подходящим способом подойти к данному вопросу. Они прошли через «50 000 различных версий», прежде чем остановиться на финальной сюжетной линии: Уилсон решает отказаться от щита в начале эпизода, а в конце Джона Уокера представляют как нового одобренного правительством Капитана Америка. Скогланд назвала этот финал «ударом в гвоздь», поскольку разговор начался, когда Уилсон решает отказаться от щита, и сказала, что именно с него начинается история остальной части сериала. Она подчеркнула националистический язык, использованный в правительственном заявлении, например, «родственный», «эта страна» и «величайшие ценности Америки». Спеллман объяснила чувства Уилсона по поводу того, что правительство передало щит «какому-то неизвестному белому парню», назвав его «чернокожим человеком, преданным его страной», добавив, что это «не удивительно для Сэма или кого-либо из наших зрителей, но это мощно».
Когда Уилсон решает отказаться от щита, его решение ставится под сомнение Джеймсом Роудсом. Скогланд отметила, что Роудс является наставником Уилсона в сериале, в то время как Спеллман сказал, что у этих двоих есть «стенография», которая позволяет аудитории «заполнять пробелы», когда пара останавливается в сцене. Спеллман также почувствовал, что для зрителей было очевидно, что в этой сцене два главных чёрных супергероя из КВМ проводят тихий момент вместе, и сказал, что есть основополагающее предположение, что Роудс как Воитель заполнил роль, оставленную Тони Старком (Железным человеком), и он задаётся вопросом, почему Уилсон не сделал то же самое с мантией Роджерса. Обсуждались многие варианты этой сцены, в том числе версия, в которой Уилсон и Роудс разговаривают во время полёта в своих костюмах супергероев, но в конечном итоге было выбрано более тихое и острое направление.

### Кастинг
В этом эпизоде снимались Себастиан Стэн в роли Баки Барнса, Энтони Маки в роли Сэма Уилсона, Уайатт Рассел в роли Джона Уокера, Эрин Келлиман в роли Карли Моргенто, Дэнни Рамирес в роли Хоакина Торреса, Жорж Сен-Пьер в роли Жоржа Батрока, Эдиперо Одуйе в роли Сары Уилсон и Дон Чидл в роли Джеймса Роудса:44:02–44:40. Также фигурируют Дезмонд Чиам, Дэни Дити и Индиа Бусси в роли Разрушителей флагов Довича, Эми Акино в роли психолога Барнса — доктора Рейнор, Чейз Ривер Макги и Аарон Хейнс в роли племянников Сэма Уилсона — Кэсса и ЭйДжея:45:11, Кен Такемото в роли Йори, Ян Грегг в роли Уники:45:11, Мики Исикава в роли Лии, Винс Пизани в роли кредитного специалиста:45:11, Альфи Хеорт в роли государственного служащего, Ребекка Лайнс в роли сенатора Этвуд, Джон Бридделл в роли майора Хилла, Майлз Брю в роли полковника Вассана, Чарльз Блэк в роли Карлоса и Аки Котабе в роли сына Йори — ЭрДжея:45:11.

### Съёмки и визуальные эффекты
Съёмки начались 31 октября 2019 года на студии «Pinewood Atlanta Studios» в Атланте (Джорджия) под руководством Скогланд и Диллона:15. Местом съёмок был столичный район Атланты и Прага. Файги призвал Скогланд использовать свой собственный режиссёрский стиль, а не пытаться соответствовать фильмам КВМ, и решила использовать другую операторскую работу, которая была «более нестандартной, чем обычно бывает в Marvel», чтобы создать более интимное ощущение. Это включало и начало эпизода, в котором Уилсон спокойно гладит одежду, и использование неглубокого фокуса и интересных ракурсов для сцен психотерапии Барнса. Она чувствовала, что последнее позволит публике проникнуть в голову Барнса. Во вступительном эпизоде Уилсона Скогланд хотела, чтобы зрители чувствовали себя персонажем, и исследовала, как люди используют камеры «Go Pro», выпрыгивая из самолётов. Скогланд хотела, чтобы финальная сцена, представляющая Уокера как нового Капитана Америку, была «героической» с использованием низких углов и «скрытых образов», чтобы лицо Уокера было труднее увидеть. Визуальные эффекты для эпизода были созданы «Weta Digital», «QPPE», «Cantina Creative», «Trixter», «Crafty Apes», «Stereo D», «Digital Frontier» и «Tippett Studio»:46:34–46:51.

### Музыка
Генри Джекман сочинил партитуру.

## Релиз
Эпизод «New World Order» был выпущен на «Disney+» 19 марта 2021 года.

## Маркетинг
19 марта 2021 года «Marvel» анонсировала серию плакатов, созданных различными художниками для сериала, а 22 марта был представлен плакат серии, созданный Сальвадором Ангиано. После релиза были анонсированы товары, вдохновлённые эпизодом, в рамках еженедельной акции «Marvel Must Haves» для каждого эпизода сериала, включая одежду, аксессуары, игрушки, копию щита Капитана Америка и другое.

## Реакция

### Аудитория
«Disney+» сообщил, что «New World Order» стал самой просматриваемой премьерой сериала за уик-энд (с 19 по 22 марта 2021 года). «Samba TV» сообщает, что эпизод посмотрело около 1,7 миллиона семей.
Большинство фанатов было возмущено тем, что Джон Уокер (Уайатт Рассел) стал новым Капитаном Америка. В сети стал распространяться хештег #NotMyCap (с англ. — «Не мой Кэп»).

### Отзывы критиков
На сайте-агрегаторе рецензий «Rotten Tomatoes» эпизод имеет рейтинг 93 % со средним баллом 7,66 из 10 на основе 131 отзывов. Консенсус критиков на сайте гласит: «Амбициозное сочетание экшна на большом экране и интимного повествования в первом эпизоде „Сокола и Зимнего солдата“ убедительно свидетельствует о том, что небольшие моменты КВМ всё же могут дать серьёзный панч».
Мэтт Уэбб Митович из «TVLine» дал эпизоду оценку «B+» и сказал, что этот эпизод «обещает полнометражные боевики кинематографического уровня, а также некоторые столь необходимые, запоздалые представления» об Уилсоне и Барнсе. Он назвал начало эпизода «захватывающей частью кинопроизводства», которое «быстро закрепляет повышение персонажа Маки от второстепенного до главного героя», а также наслаждался сценами Уилсона с его сестрой.
Мэтт Пёрслоу из «IGN» дал эпизоду оценку 8 из 10, заявив, что он «размеренный и обладает подлинной глубиной». Несмотря на то, что это «мрачное повторное знакомство» с Уилсоном и Барнсом, в этом эпизоде есть «сильная личность», которая «вдумчиво [решает] проблемы травмы, долга и наследства» наряду с «фантастическим действием». Пёрлсоу назвал сцену, в которой Сэм и Сара пытаются получить ссуду в банке, «блестяще многогранной».
Дэниэль Финберг из «The Hollywood Reporter» решил рассмотреть эпизод как 2 шоу. Он написал, что для Уилсона его шоу — «успешное начало экшна и исследование жизни тех, кто вернулся после щелчка, а также внутренних противоречий, связанных с тем, чтобы быть чернокожим супергероем в стране, которая не полностью принимает это, и как к этому подходит Marvel», а также добавил, что в сюжете была «свежесть». Для Барнса его история «в основном похожа на сериалы Marvel от Джефа Лоеба для Netflix». Финберг сказал, что с нетерпением ждёт, когда оба персонажа начнут взаимодействовать друг с другом.
Канцлер Агард из «Entertainment Weekly» написал, что «этот динамичный боевик выполняет то, что было задумано: доказать зрителям, что „Сокол и Зимний солдат“ будут иметь те же производственные ценности, которые вы ожидаете от фильмов Кинематографической вселенной Marvel». Он отметил, что изучение личностей главных героев было «самым сильным аспектом эпизода <…> [поскольку] он дал обоим актёрам более сложный материал для игры, чем тот, который они когда-либо получали в фильмах». Критик также наслаждался сценой попытки получения ссуды в банке, поскольку «это поставило Сэма перед интересным препятствием» и «он столкнулся с одной из суровых реалий того, каково быть чернокожим в Америке». Однако Агард критически отнёсся к темпу эпизода, чувствуя, что сериал «находится в режиме ожидания, как одно из шоу Marvel Netflix».
Алан Сепинуолл из «Rolling Stone» написал, что этот эпизод «в основном перекликается с тем, что мы видели раньше» и был «очень похож на эпизод одного из ныне заброшенных шоу „Marvel Netflix“, только с гораздо большим бюджетом и более прямой связью с фильмами». Хотя во вступительной последовательности было «несколько крутых индивидуальных битов», Сепинуолл чувствовал, что они в конечном итоге «повторялись», поскольку модернизированный костюм Уилсона лишил персонажа некоторой уникальности. Остальная часть эпизода состояла из «множества томных кадров, в которых один герой или другой чувствовал себя обескураженным текущим состоянием своей жизни и состоянием мира, в который они вернулись». Он также был разочарован, что у главных героев нет сцены вместе.
Сулагна Мизра из «AV Club» поставила эпизоду оценку «B», заявив, что «New World Order» показался ей «сокращением» из фильма «Первый мститель: Другая война» без Капитана Америка. Мизра написала, что вступительная часть была «удивительно изобретательной», и сравнила её со сценами из фильма «Лучший стрелок». Она считала «странным» то, что идеалы Разрушителей флагов были «связаны» со щелчком, не понимая, почему группа, выступающая против международных границ, считала, что мир стал лучше во время события, в результате которого исчезла половина населения мира. Мизра пришла к выводу, что эпизод «внезапно заканчивается; не на захватывающем моменте, но ещё до того, как может начаться реальная направленность истории. „New World Order“ чувствует себя увязшим в изложении и установке (пока) кажущегося одноразовым сюжета, но по крайней мере моменты персонажей кажутся правдивыми и конкретизированными». Она также надеется, что следующий эпизод будет включать в себя сцены между Уилсоном и Барнсом.
Даниэль Д’Аддарио написал в «Variety», что экшн в этом эпизоде «чувствуется более лёгким и плавным», чем в «мегабоях „Мстителей“». Алек Боялад из «Den of Geek» дал эпизоду оценку 3 из 5 и написал, что он больше похож на удлинённую версию короткометражек из «Marvel Studios: Легенды», и отметил, что «введение Баки охватывает большую часть той же области, которую персонаж прошёл до сих пор, в то время как Сэм расширил свою историю». Брэд Ньюсом из «The Sydney Morning Herald» дал эпизоду оценку 3½ из 5 и написал, что «последовательность действий и эффектов впечатляет» и зритель «может получить общее представление о том, что происходит». Нил Соанс из «The Times of India» написал, что сериал даёт «возможность глубоко погрузиться в прошлое и жизнь этих персонажей» и «убедительно дебютируют как ещё один важный фрагмент головоломки, ведущей к следующему этапу КВМ».